# Jean-Paul Rostagni
Jean-Paul Rostagni, né le 14 janvier 1948 à Drap, est un footballeur français. Il évolue au poste de défenseur du milieu des années 1960 au milieu des années 1970.
Après des débuts professionnels à l'AS Monaco, il évolue aux Girondins de Bordeaux, au Paris SG, au Paris FC et termine sa carrière à l'OGC Nice.
Il compte vingt-cinq sélections en équipe de France entre 1969 et 1973.

## Biographie
Jean-Paul Rostagni est formé au club du Cavigal de Nice après avoir évolué à ses débuts dans l'équipe locale de Drap. International juniors en 1966, il est recruté par l'AS Monaco.
Il fait ses débuts sous le maillot de l'équipe de France le 12 mars 1969 à l'occasion d'un France-Angleterre à Wembley, perdu 5-0 par les Bleus. Il a alors 21 ans. « Quel souvenir ! Je me rappellerai toujours ce match et le sentiment d'impuissance qui nous frappait. »¹

## Carrière
- 1966-1970 :  AS Monaco
- 1970-1971 :  Girondins de Bordeaux
- 1971-1972 :  Paris SG
- 1972-1973 :  Paris FC
- 1973-1975 :  OGC Nice[1]

## Palmarès
- 25 sélections en équipe de France A entre 1969 et 1973.